# Bílý Kámen
Bílý Kámen (in tedesco Weissenstein) è un comune della Repubblica Ceca facente parte del distretto di Jihlava, nella regione di Vysočina.

## Geografia fisica
I comuni limitrofi sono Hlávkov, Jiřín e Ježená ad ovest, Vilémovské Chaloupky, U Trojanŭ, Smrčná e Klášter a nord, Šipnov, Hybrálec e Staré Hory ad est e Vyskytná nad Jihlavou, Rantířov, Nový Rounek, Plandry, Damle, Starý Rounek, Horní Kosov, Nový Hubenov e Rantířov a sud.

## Storia
La prima menzione scritta del villaggio risale al 1359.
Nel 1910 è stata fondata una cooperativa di vigili del fuoco.

## Monumenti
- Cappella di San Pietro e Paolo
- La cosiddetta "pietra di conciliazione", ubicata al centro del villaggio

## Galleria d'immagini

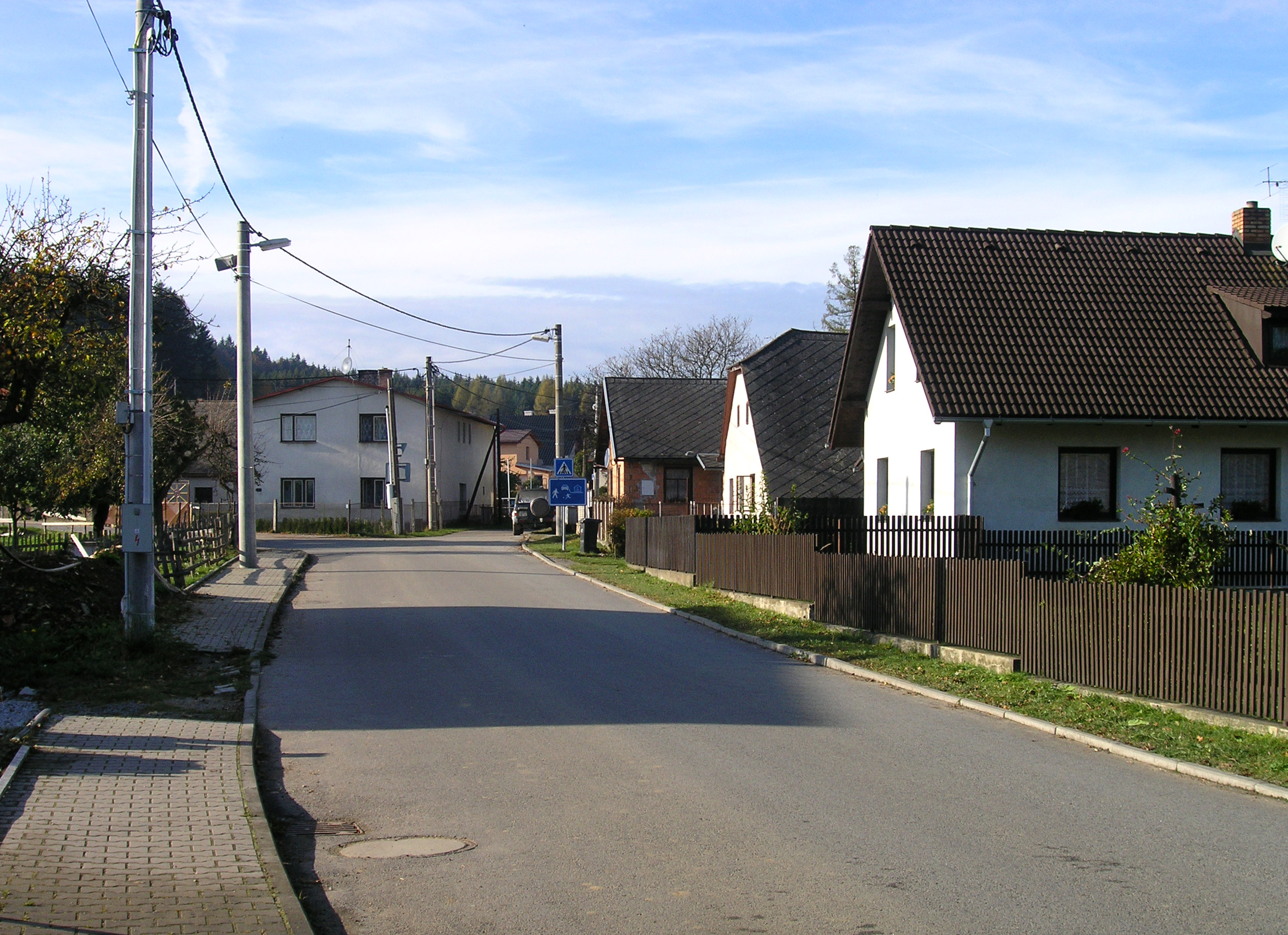
Parte ovest del paese
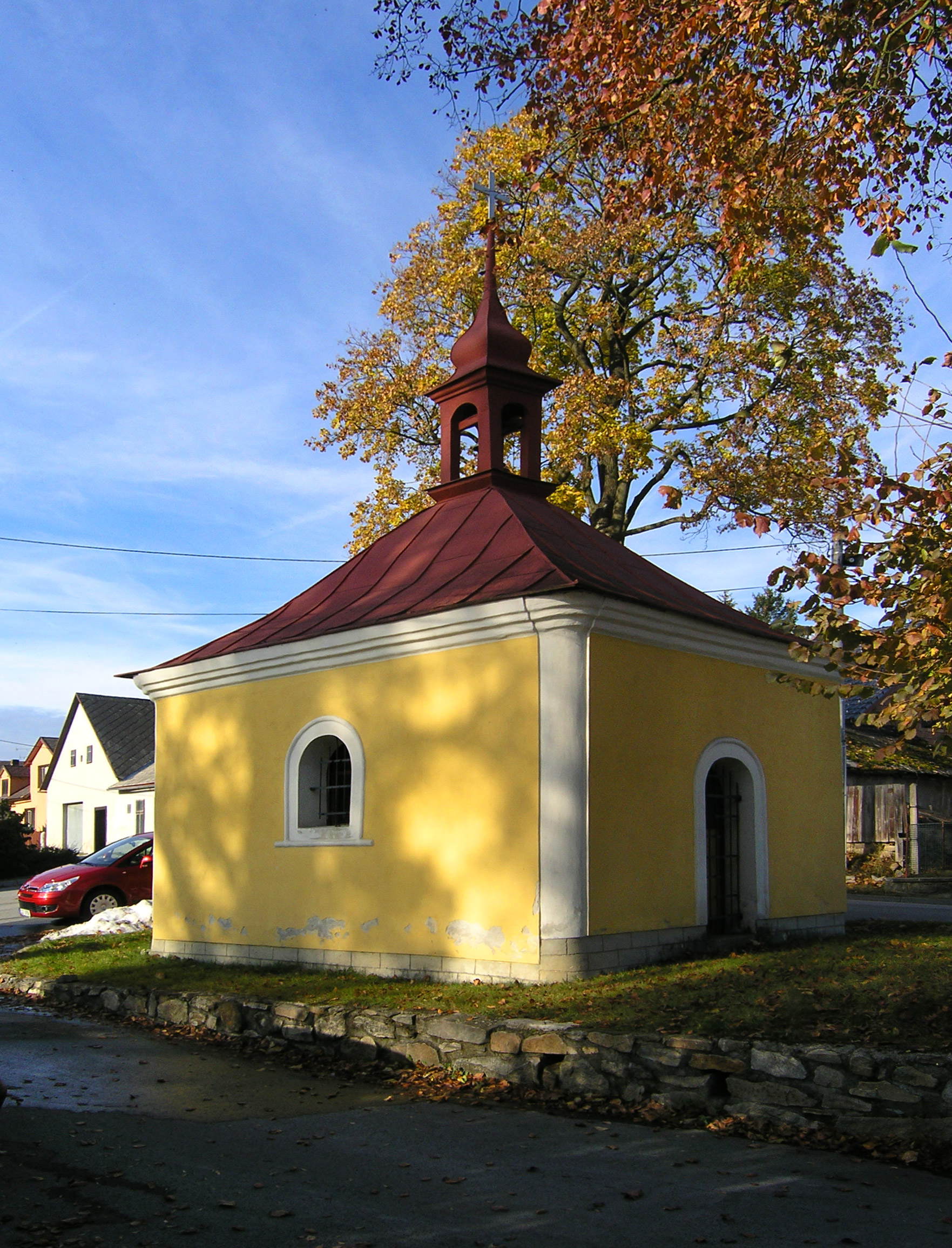
Cappella di San Pietro e Paolo
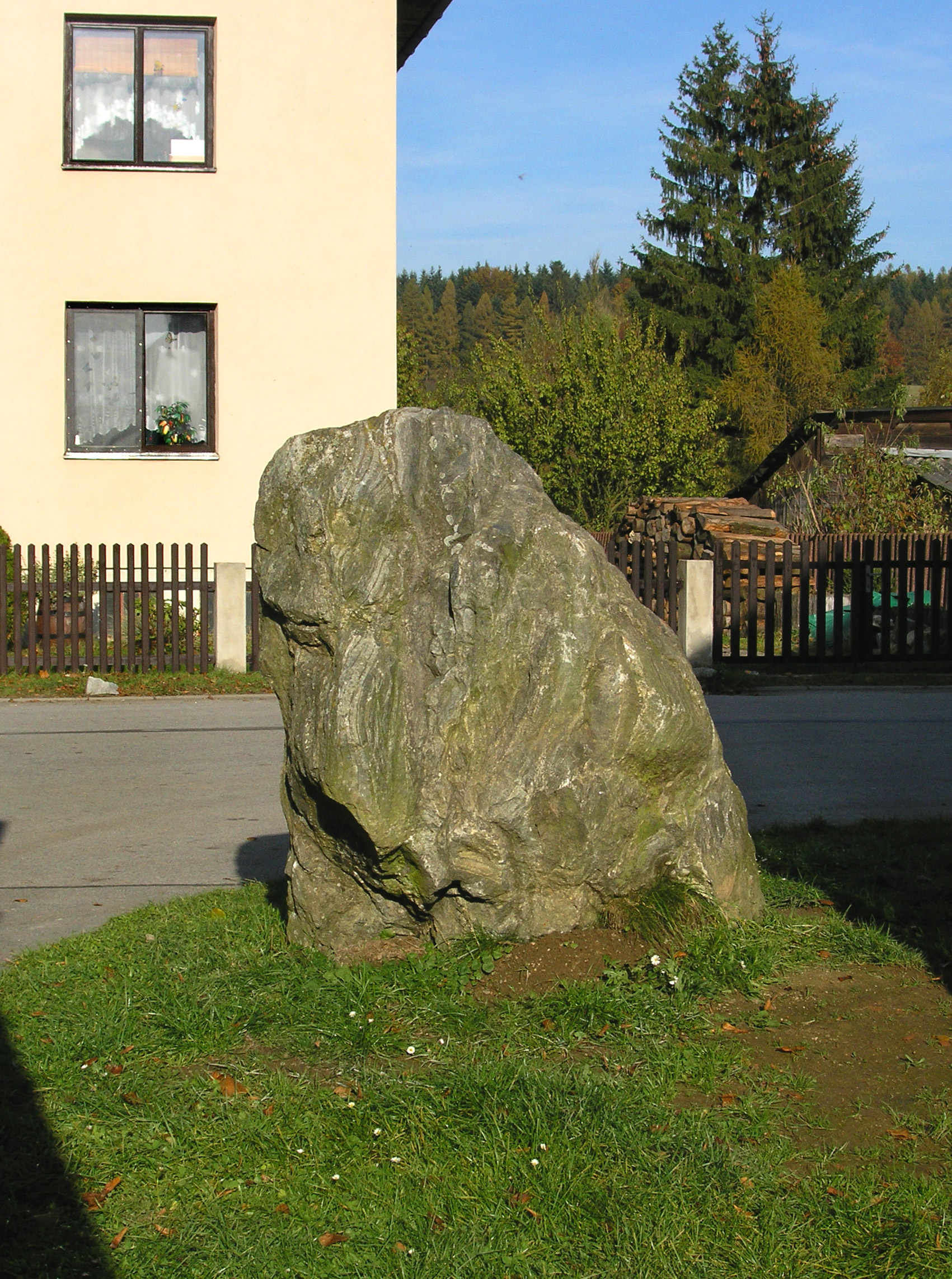
Pietra di conciliazione